# Пайн-Сіті (Міннесота)
Пайн-Сіті (англ. Pine City) — місто (англ. city) в США, в окрузі Пайн штату Міннесота. Населення — 3130 осіб (2020).

## Географія
Пайн-Сіті розташований за координатами 45°49′59″ пн. ш. 92°58′12″ зх. д. / 45.83306° пн. ш. 92.97000° зх. д. (45.833088, -92.969870).  За даними Бюро перепису населення США в 2010 році місто мало площу 10,11 км², з яких 8,90 км² — суходіл та 1,22 км² — водойми.

## Демографія
Згідно з переписом 2010 року, у місті мешкали 3123 особи в 1322 домогосподарствах у складі 738 родин. Густота населення становила 309 осіб/км².  Було 1468 помешкань (145/км²).
Расовий склад населення:
| - 95,6 % — білих - 1,5 % — корінних американців - 0,7 % — азіатів - 0,3 % — чорних або афроамериканців |

До двох чи більше рас належало 1,7 %. Частка іспаномовних становила 1,2 % від усіх жителів.
За віковим діапазоном населення розподілялося таким чином: 21,7 % — особи молодші 18 років, 57,0 % — особи у віці 18—64 років, 21,3 % — особи у віці 65 років та старші. Медіана віку мешканця становила 39,8 року. На 100 осіб жіночої статі у місті припадало 95,3 чоловіків;  на 100 жінок у віці від 18 років та старших — 90,6 чоловіків також старших 18 років.
Середній дохід на одне домашнє господарство  становив 42 655 доларів США (медіана — 32 302), а середній дохід на одну сім'ю — 54 279 доларів (медіана — 46 250). Медіана доходів становила 37 052 долари для чоловіків та 23 125 доларів для жінок. За межею бідності перебувало 22,9 % осіб, у тому числі 32,8 % дітей у віці до 18 років та 20,0 % осіб у віці 65 років та старших.
Цивільне працевлаштоване населення становило 1346 осіб. Основні галузі зайнятості: роздрібна торгівля — 20,2 %, освіта, охорона здоров'я та соціальна допомога — 18,6 %, мистецтво, розваги та відпочинок — 17,4 %.